# Cytherea dubia
Cytherea dubia är en tvåvingeart som först beskrevs av Macquart 1846.  Cytherea dubia ingår i släktet Cytherea och familjen svävflugor.
Artens utbredningsområde är Franska Guyana. Inga underarter finns listade i Catalogue of Life.